# عبد الخالق ريندا
مصطفى عبد الخالق ريندا (بالتركية: Mustafa Abdülhalik Renda)‏ ‏(1881 يوانينا - 1 أكتوبر 1957)، وهو سياسي ووزير تركي. شغل عدة مناصب وزارية منها منصب وزير المالية في الجمهورية التركية حيث شغل هذا المنصب أربع مرات (2 يناير 1924 - 21 مايو 1924)، (22 نوفمبر 1924 - 3 مارس 1925)،(13 يوليو 1926 - 1 نوفمبر 1927) و (25 ديسمبر 1930 - 3 فبراير 1934). كما شغل منصب وزير الدفاع ما بين عامي (1 نوفمبر 1927 - 25 ديسمبر 1930) وشغل كذلك منصب رئيس برلمان تركيا بين عامي (1 مارس 1935 - 5 أغسطس 1946).

## حياته
ولد ريندا في يوانينا في ولاية يانيه التابعة للإمبراطورية العثمانية. وهو من أصول ألبانية. من عام 1902 إلى عام 1918، خدم في العديد من بلدات ومدن الإمبراطورية العثمانية كحاكم منطقة وحاكم مقاطعة. وفي عام 1918، نُفي لمدة ستة أشهر إلى مالطا. وعين بعد عودته وكيل وزارة الاقتصاد ثم وزارة الداخلية. أصبح حاكم قونية، قبل أن يتم تعيينه لأول حاكم لإزمير عندما أعادت القوات التركية السيطرة على المدينة بعد انسحاب القوات اليونانية منها. خلال فترة عمله كمحافظ لإزمير، اتهمه السياسي رضا نور بتشجيع الألبان (اللاجئين والمهاجرين) على الهجرة لإعادة توطينهم من مناطق الأناضول الأخرى إلى إزمير، وهو ادعاءات أنكرها ريندا.
منذ عام 1923، شغل منصب نائب سيواس لخمس فترات متتالية. كما شغل منصب وزير المالية ووزير الدفاع في العديد من الحكومات من عام (1923 إلى عام 1935) ومن عام (1946 إلى عام 1948). بعد صدور قانون اللقب لعام 1934، الذي طلب من جميع المواطنين الأتراك تبني لقب، اختار مصطفى عبد الخالق لقب "ريندا" ". انتخب رئيسًا للبرلمان التركي في 1 مارس 1935، وخدم حتى 5 أغسطس 1946. وكان رئيسًا لتركيا بالإنابة لمدة يوم واحد بعد وفاة أتاتورك في نوفمبر 1938.
توفي عبد الخالق ريندا بنوبة قلبية في 1 أكتوبر 1957 في إرينكوي في اسطنبول. ودُفن في مقبرة جبه جي عصري في أنقرة.

## الإبادة الجماعية للأرمن
خلال الإبادة الجماعية للأرمن، كان عبد الخالق ريندا مسؤولاً عن عمليات ترحيل وقتل الأرمن في ولاية بدليس. كما قام بتنظيم قوات عسكرية في سلسلة الجبال الغربية للدفاع عن المنطقة ضد الهجوم الروسي في عام 1914، ولكن دون جدوى، حيث استولى الروس على مدينتي باش قلعة وساراي. في عام 1916، أصبح ريندا حاكماً لحلب حيث كان له دور أساسي في ترحيل الأرمن حتى لاقوا حتفهم في دير الزور. نُقل عن روسلر (القنصل الألماني في حلب) قوله إن ريندا «فعل كل ما في وسعه لإبادة الأرمن». وذكر الجنرال وهيب باشا قائد الجيش الثالث أن ريندا في شهادته أمام لجنة تحقيق زعمت أنه أحرق آلاف الأشخاص أحياء في ولاية موش.